# Tint2
tint2 es un panel/barra de tareas simple creado para ser combinado con gestores de ventanas que no tienen paneles. Fue creado específicamente para Openbox, pero también debería funcionar con otros (GNOME, KDE, XFCE, etc.).
Tiene gran flexibilidad para ser configurado y ofrece bastantes posibilidades.
Es usado en la distribución GNU/Linux, basada en Debian, BunsenLabs, como también en Mabox Linux, basada en Manjaro Linux.

### Características[1]
- Panel con iconos de barra de tareas, bandeja del sistema, reloj e iniciador.
- Fácil de personalizar: Color/transparencia en fuentes, iconos, bordes y fondos.
- Paginador como Capacidad: Mover tareas entre espacios de trabajo (escritorios virtuales), alternar entre espacios de trabajo.
- Capacidad multimonitor: Crear un panel por monitor, mostrando solo las tareas del monitor actual.
- Eventos de ratón personalizables.